# Гранадський метротрам
Гранадський метротрам (ісп. Metropolitano de Granada) — легкорейкова мережа у місті Гранада, Іспанія та її агломерації, відкрита 21 вересня 2017 року
Перетинає Гранаду та прямує містами Альболоте, Марасена та Армілья, з підземними дистанціями у центрі Гранади та надземними дистанціями у решті місць.Довжина лінії становить 15,9 км, з них 17% прямує тунелем Лінія має 26 станцій, з яких 3 розташовані під землею у центрі Гранади.

## Історія
Будівництво першої лінії розпочалося в 2007 році. Спочатку метротрам має бути відкрито в 2012 році. У травні 2011 року було завершено 73% маршруту. Проте в результаті іспанської фінансової кризи замість потрібних 502 мільйонів євро було надано всього 250 мільйонів євро. У 2012 році Європейський інвестиційний банк надав позику у розмірі 260 мільйонів євро для інших коштів. Відкриття було відкладено декілька раз Метротрам було відкрито 21 вересня 2017 року

## Маршрут лінії 1
Маршрут прямує переважно з півночі на південь: лінія починається на півночі, у невеликому містечку Альболоте (де є дві станції), потім перетинає Марасену (три станції), а далі прямує Гранадою (18 станцій), і в Армільї закінчується (три станції).
Підземна частина завдовжки 2,7 км розташована в центрі Гранади і прямує під головними транспортними артеріями Каміно-де-Ронда та Авеніда-де-Америка.
Лінія має чотири естакадні секції загальною довжиною майже 4700 м:
- між Альболоте та Марасеною: 1016 м
- між Вільярехо та Університетом: 1250 м
- між Хіпікою та Паласіо-де-лос-Депортес: 870 м
- між Фернандо-де-лос-Ріос та Армільєю: 1560 м

## Обслуговування
На лінії діє 15 одиниць CAF Urbos 3. Живлення подається підвісною контактною мережею. Станції відкриті з 6:30 до 23:00. Вніч проти неділі та у святкові дні, а також у п'ятницю вони закриваються о 2:00 ранку. На кінець 2017 року потяги прямують з інтервалом  11 хвилин, за проектом інтервали мають бути скорочені до 8 хвилин.